# Тристан Томпсон
Тристан Тревор Џејмс Томпсон (енгл. Tristan Trevor James Thompson; Брамптон, 13. март 1991) канадско-амерички је кошаркаш. Игра на позицијама крилног центра и центра, а тренутно је члан Кливленд кавалирса. Играо је и за репрезентацију Канаде. Са Кавалирсима је у сезони 2015/16. године освојио НБА првенство.

## Каријера

### Клупска
Томпсон је 19. фебруара 2022. потписао за Чикаго булсе.

### Репрезентативна
Томпсон је представљао своју земљу и канадску кошарку на ФИБА шампионату Америке до 18 година 2008. године, где је Канада освојила бронзану медаљу, пласиравши се иза Аргентине и Сједињених Држава. Томпсон се још једном такмичио за Канаду на ФИБА Светском првенству до 19 година 2009. у Окланду на Новом Зеланду.
На ФИБА шампионату Америке 2013, Томпсон је просечно бележио 11,6 поена и 10,0 скокова по утакмици. Такође се такмичио на ФИБА Светском олимпијском квалификационом турниру 2016. године, а 2018. је одиграо једну утакмицу на квалификационом турниру за Светско првенство 2019. године.

## Лични живот
Томпсон је најстарији од четири сина родитеља са Јамајке. Његов млађи брат је играо средњошколску кошарку за средњу школу Весли Кристијан у Алену у Кентакију, где је био високо оцењен потенцијални кандидат. Такође је рођак бившег фудбалера Државног универзитета Вирџиније и бившег одбрамбеног меча Канадске фудбалске лиге Џемала Томпсона. У децембру 2016. године, Томпсонова бивша девојка Џордан родила му је прво дете, сина. Наређено му је да плаћа 40.000 долара месечно за издржавање деце и 200.000 долара за одштету. Са Клои Кардашијан има ћерку Тру Томпсон. У децембру 2021. објављено је да је жена поднела тужбу за очинство против Томпсона у Лос Анђелесу у јуну 2021. године, у вези коју је имао док је излазио са Клои Кардашијан. Томпсон је следећег месеца потврдио да он јесте отац сина и упутио извињење Кардашијановој.

## Успеси

### Клупски
- Кливленд кавалирси:
  - НБА (1): 2016.

### Појединачни
- Идеални тим новајлија НБА — друга постава: 2011/12.